# 布拉 (皮埃蒙特)
布拉（義大利語：Bra），是意大利库内奥省的一个市镇。总面积約60平方公里，人口29466人，人口密度490.0人/平方公里（2021年）。該市鎮位於杜林東南50公里處，距離库内奥省首府庫內奧也約50公里遠。

## 姊妹城市
- 瑞士斯普賴滕巴赫
- 德国魏尔代施塔特
- 義大利聖索斯蒂
- 阿根廷克羅德布斯托斯（英语：Corral de Bustos）